# Nakskov Boldklub
Nakskov Boldklub (NB) var en dansk fodboldklub, som eksisterede fra 1919 til 2015. I dette år blev den slået sammen med Boldklubben Velo til den nye klub FC Nakskov.
Nakskov Boldklub spillede i alt 48 sæsoner i Danmarksturneringen. Det bedste resultat nåede klubben i 1978 i 2. division (på det tidspunkt den næstbedste danske række) med en fjerdeplads, hvor kun målscoren hindrede en oprykning til 1. division.

## Klubbens historie
Den første egentlig fodboldklub i Nakskov var Velo (en forkortelse for Vestlolland) fra 1899, som var en arbejderklub. I 1905 dannedes så alternativet B 1905, der i højere grad var en klub for borgerskabet. 
I 1919 blev de to klubber slået sammen til Nakskov Boldklub.
I 1923 flyttede klubben til en bedre bane ved Rosenvænget; man havde tidligere spillet på baner på Færgelandet.
I 1939 vandt NB Danmarksturneringens kreds 3 og rykkede op i 2. division. Dog kom 2. verdenskrig på tværs, og da der blev ændret på opdelingen efter krigen, røg NB i 3. division.
I 1944 flyttede Nakskov Boldklub til nye store arealer på Bregnevej, Nakskov idrætspark. Stadionet har en kapacitet på 5000, hvoraf 500 er siddepladser.
Klubben rykkede i 1974 igen op i 2. division og fik hollænderen Pieter Kraak som træner.
Det var på det tidspunkt guldalderen starter i klubben.
Nakskov fik sin første spiller på landsholdet, Kurt "Røde" Hansen (tidligere B 1901); han spillede 7 kampe og scorede 1 mål for Danmark.

### Sæsonen 1978
Før sæsonen 1978 blev tyskeren Eduard Bründl ansat som træner, og med et meget stærkt hold opnåede NB en fjerdeplads i 2. division med samme antal point som Ikast FS og Hvidovre IF, men med dårligere målscore. Dermed rykkede Nakskov Boldklub lige netop ikke op i landets bedste række (dengang 1. division). NB's afsluttende udekamp mod Fremad Amager blev den mest mindeværdige i klubbens historie, hvor udsigten til at kunne rykke op fik 21 busser fyldt med nakskovitter til at køre turen til København for at se kampen. Kampen blev meget dramatisk, da Nb's målmand og anfører Ivan Lykke efter et sammenstød med en bolddreng fik Fremad Amagers tilhængere op i det røde felt. På selve banen udbrød der slagsmål mellem spillerne, og dommeren udtalte bagefter til pressen, at han burde have udvist mindst 6-8 spillere. NB vandt kampen 3-2, men da rivalerne Hvidovre og Ikast også vandt deres kampe, rakte resultatet alligevel ikke til en oprykning.
I samme sæson kom NB i kvartfinalen i landspokalturneringen ved at besejre OB hjemme med 3-2; Lars Høgh stod i målet for OB. NB tabte dog til B 1903 med 0-1 efter forlænget spilletid i kvartfinalen.

### Nedtur
I 1980 spillede NB imod landsholdet, som var under ledelse af Sepp Piontek og havde profiler som Preben Elkjær med; NB tabte 0-4.
Herefter begyndte det at gå tilbage for klubben i forbindelse med indførelsen af betalt fodbold. Den mistede mange profiler og rykkede ned i 3. division. Til trods for, at man et par sæsoner efter igen rykkede op, var klubbens storhedstid definitivt slut.
Med en sejr over B1921 d. 17 juni 2008 lykkedes det Nakskov Boldklub at rykke op i Danmarksserien efter en pause på mere end 10 år.

### FC Nakskov
I 2015 sluttede klubben sig sammen med Boldklubben Velo, en Nakskovklub dannet i 1927 med samme navn som den oprindelige arbejderklub fra 1899.

## Nakskov-profiler
Den største spiller i Nakskov Boldklubs historie var Kurt 'Røde' Hansen fra Horslunde, der spillede syv landskampe fra Danmark i perioden 1976-1978 og scorede et enkelt mål mod Norge.
- Bent 'Bibber' Hansen
- Kurt 'Røde' Hansen
- Julian Barnett (senere Vejle)
- Søren Edvardsen
- Arne Skipper
- Ivan Lykke
- Ian Hunter
- Thomas Madsen (senere Brøndby og B93)
- Anders Nielsen (senere Sint-Truiden, Gent og Club Brugge)
- Jørgen Nielsen (senere Liverpool og BK Frem)
- Peter Ottosen
- Allan Larsen (senere AGF)
- Kim Dara
- Brian Fjelde

## Internationale modstandere
- Dundee United (Skotland)
- Tottenham Hotspur (England)
- Royal Antwerpen (Belgien) 1-3, målscorer: Arne Skipper
- Charlton Athletic (England)